# Altersbestimmung (Mensch)
Als Altersbestimmung beim Menschen bezeichnet man die Bestimmung des Lebensalters.
Ein bestimmtes Lebensalter spielt in vielen Rechtsbereichen eine Rolle, weil davon bei natürlichen Personen eine Vielzahl von Rechten und Pflichten abhängt wie die Geschäftsfähigkeit, Handlungs- und Verfahrensfähigkeit, Strafmündigkeit und verschiedene Regelungen des Familien-, Sozial-, Asyl- und Aufenthaltsrechts. International bedeutsam sind die Anliegen der Altersbestimmung beispielsweise für die Wahrung von Kinderrechten oder die Erhebung von statistischen Daten eines nationalen oder regionalen Zensus in Bezug auf die Bevölkerungsentwicklung oder Ernährungssituation. Dies betrifft vor allem Staaten mit einem mangelhaften oder gänzlich fehlenden Geburtenverzeichnis.
Die Altersbestimmung bzw. Altersschätzung bei Leichen(teilen) und Skeletten hilft bei der Identifizierung unbekannter Toter. Rechtlich bedeutsam ist weniger das Alter als vielmehr der Todeszeitpunkt einer verstorbenen Person, etwa im Erbrecht. Für die Archäologie ist das geschätzte Lebensalter wichtig, da es bei anthropologischen und soziologischen Fragestellungen hilft.
Eine Altersbestimmung von Personen ist anhand amtlicher Ausweise möglich, die das Geburtsdatum beweisen, beispielsweise einer Geburtsurkunde. Bei der Altersbestimmung von Personen ohne oder mit nicht anerkannten Ausweisen wird zunächst eine Einschätzung über eine qualifizierte Inaugenscheinnahme und Befragung vorgenommen. In Zweifelsfällen werden medizinische Untersuchungen oder auch medizinische Maßnahmen durch die zuständigen Behörden veranlasst und durch Gerichtsmediziner durchgeführt.

## Methodik der Altersfeststellung

### Nichtmedizinische Methoden
Eine nichtmedizinische Methode ist die Altersfeststellung anhand von Urkunden oder sonstigen Schriftstücken.
Bei Personen ohne Ausweisdokumente kommt im Verwaltungsverfahren gem. § 26 VwVfG die Inaugenscheinnahme bei einem Gespräch, die Befragung von Angehörigen oder Bekannten und die Begutachtung äußerer Merkmale in Betracht. Da es hierfür keine wissenschaftlichen Standards gibt, ist die Methode mit einem großen Fehlerpotential behaftet.

### Medizinische Methoden
Bei den medizinischen Methoden ist zu unterscheiden zwischen ärztlichen Untersuchungen wie der visuellen zahnmedizinischen Altersdiagnostik durch Begutachtung des Gebisses oder Feststellung der Zahnreife sowie der körperlichen Reife und ärztlichen Maßnahmen, bei denen Röntgendiagnostik, Computertomographie oder Magnetresonanztomographie zur Beurteilung von Zähnen, Handwurzelknochen bzw. Hand oder der Schlüsselbeine zum Einsatz kommt.
Medizinische Methoden haben gegenüber den nichtmedizinischen die größere Objektivität, da es hierfür wissenschaftliche Standards gibt und die Maßnahmen von wissenschaftlich geschulten Fachkräften durchgeführt werden.
Ärztliche Maßnahmen am lebenden Menschen bedürfen der informierten Einwilligung des Betroffenen, damit sich der durchführende Arzt nicht eines Körperverletzungsdeliktes schuldig macht. Der Nachteil der Röntgendiagnostik am lebenden Mensch ist, dass der Körper dabei Röntgenstrahlung ausgesetzt wird. Bei einer Röntgenaufnahme der Hand entsteht eine Strahlenbelastung von 0,1 Mikrosievert, bei einer Panoramaschichtaufnahme des Kiefers von 26 Mikrosievert und bei einem Schulter-CT von 400 Mikrosievert. Bei Röntgenuntersuchungen zum Zweck der Altersschätzung in Strafverfahren und im Anwendungsbereich des Aufenthaltsgesetzes darf die Röntgenuntersuchung der Gesundheit der zu untersuchenden Person nicht abträglich sein. Es gibt keinen Grenzwert, unterhalb dem Strahlung als völlig unbedenklich anzusehen wäre. Die Rechtsprechung zur Frage der Zulässigkeit von Röntgenuntersuchungen außerhalb von Strafverfahren ist uneinheitlich. Zum Vergleich: Der deutsche Durchschnittsbürger bekommt im Jahr etwa 2000 Mikrosievert durch Röntgenstrahlung ab, dazu 1000 bis zu 2000 Mikrosievert durch die normale Umgebungsstrahlung.
Um stochastische Schäden durch künstliche ionisierende Strahlung zu vermeiden, wird mit der EU-Richtlinie 2013/59 (Euratom) für die medizinische Anwendung eine rechtfertigende Indikation verlangt. In Deutschland gilt dies nach § 23 der Röntgenverordnung, wobei § 25 vom Gesetz vorgesehene Fälle erlaubt.
Bei der Diagnose wird aus dem individuellen biologischen Alter auf das chronologische Alter des lebenden Betroffenen geschlossen. Die dazu verwendeten Referenzstudien sollten möglichst folgende Anforderungen erfüllen: adäquate Stichprobengröße, gesicherte Altersangabe der Probanden, gleichmäßige Altersverteilung, Geschlechtertrennung, Angabe des Untersuchungszeitpunkts, klare Definition und Methodik, Angaben zur Referenzpopulation nach genetisch-geographischer Herkunft und sozioökonomischem Status sowie Angaben zur Gruppengröße. Forensische Kernaussage ist je nach Untersuchungsauftrag die Angabe des wahrscheinlichsten Alters, ob eine bestimmte Altersangabe zutreffen kann oder eine Altersgrenze überschritten ist. Je nach Untersuchungsauftrag sind die bedeutsamen Altersangaben hinsichtlich ihrer Wahrscheinlichkeit verbal zu bewerten.
Wenn eine verzögerte bzw. beschleunigte Skelettreifung nicht ausgeschlossen werden kann, unterliegt die Altersschätzung bei der Begutachtung eines einzelnen Knochens bzw. Zahns einer Streuung von ±2 Jahren. Die Streubreite lässt sich durch multifaktorielle Untersuchung weiter verringern. Die Arbeitsgemeinschaft für forensische Altersdiagnostik empfiehlt als allgemein anerkannte Methodik die Kombination aus ärztlicher Untersuchung und als ärztliche Maßnahmen eine Röntgenuntersuchung der linken Hand und ggf. auch des Schlüsselbeins.
Primär an Verstorbenen angewandt werden Methoden wie die Analyse der Skelettreife, altersgemäße Erkrankungen wie Arthrose und Arterienverkalkung, oder Veränderungen der Knochenstruktur. Durch moderne feinauflösende bildgebende Verfahren sind solche Diagnosen aber zunehmend auch in vivo möglich. Informationen lassen sich auch aus Größe und Anzahl von Spuren an den Osteonen, einer Struktur im Knochengewebe, schließen.
Die Zahnuntersuchungen beinhalten die visuelle Begutachtung des Gebisses und die Feststellung der Zahnreife. Bei Verstorbenen ist die Schätzung des Alters unter Berücksichtigung der Zahndurchbruchszeiten, der Wurzeldentintransparenz, des Razemesierungsgrades der Asparaginsäure im Dentin, und des Grades der Zementannulation (Zählung von „Jahresringen“ im Zahnzement) möglich.

### Genetische Untersuchungen
Mit epigenetischen Methoden kann das Alter mit einer Genauigkeit von 1 bis 3 Jahren genähert werden. Diese Methode wurde von Steve Horvath im Jahr 2013 erstmals publiziert, einem Statistikprofessor an der University of California, Los Angeles.
Beruhend auf der Tatsache, dass sich die Aktivität bestimmter Gene mit zunehmendem Alter verändert (DNA-Methylierung) kann eine DNA-basierte molekulare Abschätzung des Lebensalters mittels Methylierungsanalyse erfolgen.

## Praktische Bedeutung der Minderjährigkeit

### Strafverfahren
Die für die Strafmündigkeit relevante Altersgrenze ist gem. § 19 Strafgesetzbuch (StGB) das 14. Lebensjahr bei Begehung der Tat. Kinder, die jünger als 14 Jahre sind, sind generell schuldunfähig, sie bleiben also stets straflos.
Bei Jugendlichen bis zum Alter von 17 Jahren ist Jugendstrafrecht anzuwenden. Bei Heranwachsenden (18 bis 20 Jahre) kann je nach dem Stand der sittlichen und geistigen Entwicklung entweder Jugend- oder Erwachsenen-Strafrecht anzuwenden sein. Für die Frage der Anwendbarkeit des Jugendstrafrechts gilt nach § 1 Abs. 2 Jugendgerichtsgesetz (JGG):
- Jugendlicher ist, wer zur Zeit der Tat vierzehn, aber noch nicht achtzehn Jahre alt ist.
- Heranwachsender ist, wer zur Zeit der Tat achtzehn, aber noch nicht einundzwanzig Jahre alt ist.

Verfahrensrechtliche Grundlage für eine Altersbestimmung ist § 81a Strafprozessordnung (StPO). Danach ist eine körperliche Untersuchung ohne Einwilligung des Beschuldigten zulässig, wenn kein Nachteil für seine Gesundheit zu befürchten ist. Ob eine medizinische Röntgen-Untersuchung verhältnismäßig ist, muss im jeweiligen Einzelfall durch einen Richter, bei Gefährdung des Untersuchungserfolges durch Verzögerung auch durch den Staatsanwalt, entschieden werden. Zulässig ist eine Röntgenuntersuchung zur Altersbestimmung nach dem Verhältnismäßigkeitsgrundsatz nur nach Berücksichtigung der Stärke des Tatverdachts und der Schwere der Tat.

### Aufenthaltsrechtliches Verfahren
Bestehen Zweifel über das Lebensalter eines Ausländers, sind zur Überprüfung, Feststellung und Sicherung der Identität von Personen, die das 14. Lebensjahr vollendet haben, Messungen und ähnliche Maßnahmen, einschließlich körperlicher Eingriffe zulässig, die von einem Arzt nach den Regeln der ärztlichen Kunst zum Zweck der Feststellung des Alters vorgenommen werden, wenn kein Nachteil für die Gesundheit des Ausländers zu befürchten ist. Zweifel an der Vollendung des 14. Lebensjahres gehen dabei zu Lasten des Ausländers (§ 49 Abs. 3, § 49 Abs. 6 AufenthG). Diese Maßnahmen sind zu dulden (§ 49 Abs. 10 AufenthG).
Die Altersbestimmung ist nach dem Aufenthaltsgesetz für die Feststellung der Handlungsfähigkeit gem. § 80 Abs. 1, den Minderjährigenschutz bei der Abschiebung gem. § 58 Abs. 1a und beim Vollzug der Abschiebehaft gem. § 62a Abs. 3 notwendig und obliegt gem. § 71 Abs. 1 den Ausländerbehörden.

### Asylverfahren
Die Altersbestimmung ist im asylrechtlichen Verfahren zur Einschätzung der Handlungsfähigkeit nach § 12 Abs. 1 Asylgesetz (AsylG) und für die Durchführung von Asylverfahren nach der Verordnung (EU) Nr. 604/2013 (Dublin III) notwendig. Dabei obliegt die Altersbestimmung gemäß § 24 AsylG dem Bundesamt für Migration und Flüchtlinge aufgrund seiner allgemeinen Zuständigkeit zur Sachverhaltsermittlung. Beim Aufgreifen eines Ausländers durch die Grenzbehörde nach § 18 Abs. 1 AsylG oder bei der Befassung der jeweiligen Ausländerbehörde oder der Polizei eines Landes mit Asylgesuchen nach § 19 AsylG können die genannten Behörden im Rahmen ihrer Zuständigkeiten mit der Ermittlung des Alters befasst sein.
Aus den Garantien für unbegleitete Minderjährige gem. Art 25 Abs. 5 der EU-Asylverfahrensrichtlinie ergibt sich, dass ein nach Durchführung einer ärztlichen Untersuchung zur Bestimmung des Alters verbleibender Zweifel an der Volljährigkeit im Asylverfahren zur Annahme von Minderjährigkeit führt.

### Jugendhilferechtliches Verfahren
Gibt eine eingereiste Person an, minderjährig zu sein, ist das örtliche Jugendamt im Interesse des Kindeswohls zur vorläufigen Inobhutnahme verpflichtet, bis eine Minderjährigkeit sicher ausgeschlossen werden kann. Zum Teil haben diese Menschen nie einen eigenen Pass besessen, konnten diesen bei der Flucht nicht mitnehmen oder die Ausweispapiere wurden von Schleppern einbehalten. Die erforderlichen Dokumente aus den Heimatländern zu besorgen, ist meistens sehr schwierig bis unmöglich. Nach dem Amtsermittlungsgrundsatz ist das Jugendamt gemäß § 42f SGB VIII in der Fassung des Gesetzes zur Verbesserung der Unterbringung, Versorgung und Betreuung ausländischer Kinder und Jugendlicher zu einer Alterseinschätzung verpflichtet, wenn keine Ausweispapiere vorliegen. Die Alterseinschätzung erfolgt durch eine „qualifizierte Inaugenscheinnahme“. Mehrere erfahrene Fachkräfte der Jugendhilfe befragen und beobachten die Person in der Befragungssituation. Der Gesamteindruck, der neben dem äußeren Erscheinungsbild insbesondere die Bewertung der im Gespräch gewonnenen Informationen zum Entwicklungsstand umfasst, wird zur Beurteilung herangezogen. Erst wenn darüber hinaus Zweifel an einer möglichen Minderjährigkeit bestehen, kann eine medizinische Alterseinschätzung vom Jugendamt angeordnet werden.
Aus der Grundrechtsrelevanz der ärztlichen Maßnahmen folgt, dass bei der Auswahl der Verhältnismäßigkeitsgrundsatz zu wahren ist. Die veranlassende Behörde hat die geeigneten, erforderlichen und angemessenen Mittel auszuwählen und darf es nicht dem Ermessen des Mediziners überlassen, eine beliebige Untersuchungsmethode auszuwählen.
Die medizinische Altersfeststellung stellt in der Praxis der Jugendämter die Ausnahme dar. Ganz überwiegend wird aufgrund einer qualifizierten Inaugenscheinnahme und Befragung der Person, unterstützt durch einen Dolmetscher oder Sprach- und Kulturmittler entschieden.

### Rechtspolitische Auseinandersetzung
Der Bundesfachverband unbegleitete minderjährige Flüchtlinge (BumF), eine Vereinigung von Organisationen der Flüchtlings- und Jugendhilfe, positionierte sich 2015 – unterstützt u. a. von der Bundesärztekammer – gegen die ärztliche Altersfeststellung und versuchte verschiedene Landesregierungen davon zu überzeugen, diese als unethisch auszusetzen. Daraufhin erteilte z. B. die rot-grüne Landesregierung von Baden-Württemberg im Mai 2015 den Jugendämtern die Empfehlung:

„Lässt sich das Alter eines unbegleiteten ausländischen jungen Menschen im Rahmen einer qualifizierten Inaugenscheinnahme nicht hinreichend zuverlässig feststellen, dürfte nach Lage der Dinge auch eine zusätzliche ärztliche Untersuchung … keinen zusätzlichen, validen Erkenntnisgewinn bieten.“

Seit Mai 2015 sank die Quote der vom Jugendamt als volljährig eingestuften Flüchtlinge von 40 % auf 20 %. Auf Initiative der schwarz-roten Bundesregierung (Kabinett Merkel III) trat im Oktober 2015 die Änderung zu § 42 f SGB VIII in Kraft, die in Zweifelsfällen eine ärztliche Altersschätzung anordnete. Dieser Paragraf wurde u. a. in Baden-Württemberg von den Jugendämtern im Einklang mit der Landesregierung ignoriert. Im November 2015 waren ärztliche Altersfeststellungen in Baden-Württemberg nicht mehr üblich.
Die Deutsche Gesellschaft für Rechtsmedizin warf der Bundesärztekammer vor, die Vorwürfe seien „rational nicht nachvollziehbar“ und die Studienlage werde verzerrt dargestellt. Die forensischen Wissenschaftler Andreas Schmeling, Reinhard Dettmeyer, Ernst Rudolf, Volker Vieth und Gunther Geserick erklärten in einem gemeinsamen Artikel im September 2015 beim Deutschen Ärzteblatt, Anfang 2016 veröffentlicht:

„Die Anwendung des Mindestalterskonzepts stellt sicher, dass das forensische Alter der begutachteten Person keinesfalls zu hoch angegeben wird, sondern praktisch immer unter dem tatsächlichen Alter liegt. Liegt das ermittelte Mindestalter oberhalb der juristisch relevanten Altersgrenze, ist das Überschreiten dieser Altersgrenze mit an Sicherheit grenzender Wahrscheinlichkeit bewiesen.“

Anlässlich des Kriminalfalles in Kandel 2017 forderte die Ministerpräsidentin des Saarlandes Annegret Kramp-Karrenbauer (CDU) ein bundeseinheitliches Verfahren zur Altersfeststellung bei UMF. Im Saarland sei bei 35 % der ärztlichen Untersuchungen festgestellt worden, dass die Untersuchten in Wahrheit Erwachsene sind. Ähnlich äußerte sich der innenpolitische Sprecher der Unionsfraktion, Stephan Mayer (CSU). Boris Palmer (Die Grünen) fordert eine Beweislastumkehr „angesichts der erheblichen Kosten und offenkundigen Gefahren, die von dieser Gruppe junger Männer ausgeht“. UMF ohne Ausweis müssten nachweisen, dass sie minderjährig sind, im Zweifelsfall auch in eine ärztliche Altersschätzung einwilligen. Die Ministerpräsidentin von Rheinland-Pfalz Malu Dreyer (SPD) äußerte, sie sehe keine Notwendigkeit für Änderungen.
Dass die Bundesärztekammer die ärztliche Altersfeststellung nur bei unbegleiteten minderjährigen Flüchtlingen, nicht aber bei der Feststellung der Strafmündigkeit im Strafprozess kritisiert, hat Dieter Birnbacher im Januar 2018 damit erklärt, dass hier ein höherer Anspruch an die Toleranz von Fehlern bestehe als im Strafprozess.
Der Direktor des Rechtsmedizinischen Instituts am Universitätsklinikum Hamburg, Klaus Püschel, betrachtet die ärztliche Altersfeststellung 2018 als sinnvoll. So hat sich in der Vergangenheit bei ärztlichen Untersuchungen in Hamburg herausgestellt, dass 3/4 der untersuchten Personen viel älter waren als behauptet. Auf parlamentarische Anfrage der Linken wurde bekannt, dass im laufenden Jahr 2021 in Hamburg in 42 Zweifelsfällen an unbegleiteten Jugendlichen eine medizinische Altersuntersuchung durchgeführt worden war und in keinem Fall eine Volljährigkeit festgestellt worden war.
Auch der Vorsitzende der Arbeitsgemeinschaft für Forensische Altersdiagnostik, Andreas Schmeling, kann die Position der Bundesärztekammer nicht nachvollziehen, denn nach gegenwärtiger Gesetzeslage sind Jugendämter schon jetzt verpflichtet, in Zweifelsfällen ein ärztliches Gutachten einzuholen.
Der Präsident des Berufsverbandes der Kinder- und Jugendärzte äußerte im Januar 2018, die niedergelassenen Ärzte seien froh, wenn sie ihre regulären Patienten versorgen könnten. Die Untersuchungen zur Altersbestimmung seien medizinisch schwierig und organisatorisch kaum zu bewältigen.
Im März 2018 wiesen 23 Organisationen der Jugendhilfe und Flüchtlingshilfe darauf hin, dass die jugendhilferechtliche Alterseinschätzung in keinem sachlichen Kontext zu Fragen der Kriminalitätsaufklärung und -prävention steht und dass anders als in der öffentlichen Diskussion suggeriert, seit 2015 eine bundesweite gesetzliche Grundlage für die Altersbestimmung im jugendhilferechtlichen Verfahren besteht. Die kolportierten Defizite bei den Jugendämtern wären Vollzugsdefizite, die durch die hohen Zuzugszahlen in 2015 und 2016 und einer gleichzeitigen Änderung des bundesweiten Verteilverfahrens verursacht worden waren. Die Verbände sprachen sich deshalb gegen eine Gesetzesänderung bei der jugendhilferechtlichen Alterseinschätzung aus.

### Altersfeststellung bei der U-17-Fußball-Weltmeisterschaft für Männer
Bei der U-17-Fußball-Weltmeisterschaft dürfen nur Spieler teilnehmen, die weniger als 17 Jahre alt sind. In der Vergangenheit gab es Anschuldigungen, dass teilnehmende Spieler deutlich älter wären. Für die U-17-Weltmeisterschaft 2017 nahm das FIFA Medical Assessment and Research Centre bei zufällig ausgewählten Spielern eine Altersbestimmung nach der Tanner-und-Whitehouse-Methode mit Magnetresonanztomographie vor. Das Verfahren ist bei Frauen gleichen Alters ungeeignet.

## Findelkinder
Ein in einer Babyklappe aufgefundenes Kind wird als „Findelkind“ bezeichnet. Dessen Geburtsdatum und damit das Alter ist durch die anonyme Abgabe des Kindes unklar. Nach dem Personenstandsgesetz (PStG) muss die Geburt eines Kindes binnen einer Woche bei dem zuständigen Standesamt angezeigt werden. Anzeigepflichtig sind bei Hausgeburten (in der Reihenfolge) der Vater, die Hebamme, ein betreuender Arzt sowie alle anderen, die von der Geburt wissen, zuletzt die Mutter. Bei Klinikgeburten übernimmt die Verantwortung für die Anzeige die Klinikleitung. Bei Findelkindern und anonymen Geburten übernehmen die Ärzte, Hebammen, Schwestern, das Verwaltungspersonal und die Leitung des Betreibers der Babyklappe oder der anonymen Geburtsgelegenheit diese Pflicht. Allgemein gilt, dass derjenige, der ein neugeborenes Kind auffindet, den Fund spätestens am nächsten Tag der Gemeindebehörde, in der Regel dem Standesamt, anzuzeigen hat. Nach der Begutachtung durch das Gesundheitsamt werden bei „neugeborenen“ Findelkindern (als solche gelten Kinder bis zu einem geschätzten Alter von 8 Wochen gem. Auslegung § 24 PStG) und bei Personen mit ungewissem Alter (§ 25 PStG) ein Geburtsort und ein Geburtsdatum durch das Standesamt festgelegt.

## Regelung für das Sozialleistungsverfahren
Für die Entscheidung über altersabhängige Sozialleistungen wurde mit Wirkung zum 1. Januar 1998 in § 33a SGB I festgelegt, dass sowohl für die Versicherungsnummer als auch im Leistungsfall das Geburtsdatum maßgeblich ist, das der Berechtigte oder seine Angehörigen gegenüber dem Sozialleistungsträger bzw. Arbeitgeber zuerst angegeben haben, wenn nicht ein Schreibfehler vorliegt oder sich aus einer vor der erstmaligen Altersangabe erstellten Urkunde ein anderes Geburtsdatum ergibt.
Für Leistungen aus der gesetzlichen Rentenversicherung ist ein standesamtliches Zeugnis über den Tag der Geburt notwendig, nicht ausreichend ist die Angabe nur des Lebensjahres. In der Regel werden zum Nachweis des Rentenalters statt eines solchen Dokuments auch ein Personalausweis, Reisepass, ein Taufschein oder anderes anerkannt. Wenn für den Rentenantragsteller diese Dokumente nicht verfügbar sind, können auch Dokumente anderer Einrichtungen, die die Geburt bescheinigen, genügen. Dazu zählt z. B. der Auszug aus einem Kirchenbuch.
Anfragen für Altersschätzungen von Sozialgerichten und aus dem Ausland gibt es dennoch. Morphologische Verfahren sind in diesem Alter zu ungenau, so dass man falls vorhanden nur auf radiologische Untersuchungen aus dem Kindes-, Jugend- und frühen Erwachsenenalter zurückgreifen kann. Da dies oft nicht möglich ist, bleibt der ethisch und rechtlich bedenkliche Weg, über die Extraktion eines Zahnes auf Wunsch des Auftraggebers eine biochemische Dentinuntersuchung durchzuführen. Dabei hat der behandelnde Zahnarzt die Entscheidung über das Vorliegen einer medizinischen Indikation zu treffen, da ansonsten der Tatbestand der Körperverletzung vorliegen würde.

## Österreich
Bei Zweifeln an der Minderjährigkeit kann in einem asylrechtlichen Zulassungsverfahren eine „multifaktorielle Untersuchung“ zur Altersdiagnose erfolgen, gesetzlich geregelt in § 29 Abs. 6 Z 2 AsylG, § 13 Abs. 3 BFA-VG.
Diese Untersuchung ist definiert als „ein auf drei individuellen medizinischen Untersuchungen (insbesondere körperliche, zahnärztliche und Röntgenuntersuchung) basierendes Modell zur Altersdiagnose nach dem Stand der Wissenschaft“ (§ 2 Abs. 1 Z 25 AsylG).

## Schweiz
Nach Art. 17 Abs. 3bis AsylG kann das Staatssekretariat für Migration (SEM) ein Altersgutachten veranlassen, sollten Hinweise darauf bestehen, dass eine angeblich minderjährige asylsuchende Person das Mündigkeitsalter bereits erreicht hat.